# Vasundhara Das
Vasundhara Das (ur. 1977 w Bangalore) – indyjska aktorka i piosenkarka. 
Jej debiutem była rola drugiej żony bohatera w tamilskim filmie Hey Ram, u boku Kamal Hasana. Karierę w śpiewie w playbacku zaczęła w piosenkach skomponowanych przez A.R. Rahmana (w tamilskim filmie Mudhalvan). Nominowana do nagród za śpiew w playbacku w filmie Aks. Nagrała też własny album niefilmowych piosenek. Gra na gitarze. Śpiewa po francusku, angielskui, w hindi, kannada i po tamilsku.

## Filmografia
- Eik Dastak (2005)
- Kudiyon Ka Hai Zamaana (2005)
- Pathar Bezubaan (2004) Hindi
- Filmstar (2003) Hindi.
- Lankesh Patrike (2002) Kannada
- Ravana Prabhu (2001) Malayalam
- Citizen (2001) Tamilski
- Monsunowe wesele (2000) Hindi.
- Hey Ram (1999) – nominacja do Nagrody Screen Weekly w kategorii Najlepszy debiut